# Perissandria brevirami
Perissandria brevirami är en fjärilsart som beskrevs av George Francis Hampson 1894. Perissandria brevirami ingår i släktet Perissandria och familjen nattflyn. Inga underarter finns listade i Catalogue of Life.